# Gouinia virgata
Gouinia virgata là một loài thực vật có hoa trong họ Hòa thảo. Loài này được (J.Presl) Scribn. mô tả khoa học đầu tiên năm 1897.